# 1513
1513 је била проста година.

## Догађаји

### Април
- 2. април — Шпански истраживач Хуан Понсе де Леон је први пут угледао копно које представља данашњу Флориду.

### Септембар
- 25. септембар — Конкистадор Васко Нуњез Балбоа је на обали данашњег Дајрена у Панами постао први Европљанин који је угледао Тихи океан из Новог света.